# Psychotria vaupelii
Psychotria vaupelii är en måreväxtart som beskrevs av W.Arthur Whistler. Psychotria vaupelii ingår i släktet Psychotria och familjen måreväxter. Inga underarter finns listade i Catalogue of Life.